# 圣戈特哈德区
圣戈特哈德区（匈牙利語：Szentgotthárdi járás），是匈牙利沃什州的一个区，总面积255.04平方公里，总人口14,961人（2011年），人口密度59人/平方公里。中心城市为圣戈特哈德。

## 市镇
圣戈特哈德区包含一个城镇和15个村庄。